# Rihanna
Rihanna [ɹiˈɑ.nɑ], narozená jako Robyn Rihanna Fenty (* 20. února 1988 Saint Michael, Barbados) je barbadosko-americká zpěvačka a herečka, která je ve své tvorbě ovlivněna styly R&B, reggae a dance-pop. Nahrává u hudební společnosti Def Jam Recordings a Roc Nation.
Je držitelkou devíti cen Grammy. Celkem nahrála čtrnáct „number-one“ hitů (v americké hitparádě Billboard Hot 100), ve svých 23 letech tak byla nejmladší umělkyní, která toho dosáhla. Do roku 2012 celosvětově prodala na 25 milionů kusů alb, a také 60 milionů digitálních kopií singlů, což z ní činí nejúspěšnější umělkyni v digitálním prodeji. Podle Billboard také získala 20 Hot 100 Top 10 singlů rychleji než jakýkoli jiný solo umělec za poslední století za období šesti let a čtyř měsíců, čímž se dostala v žebříčku před Madonnu a umístila se na druhém místě, s prvním obsazeným skupinou The Beatles. Vyhrála také cenu Ikony naší generace od AMAs, a stala se tak první držitelkou tohoto ocenění. Je také jednou z nejsledovanějších zpěvaček na YouTube. Má svou vlastní značku Fenty Beauty.

## Biografie

### Dětství
Narodila se ve městě Saint Michael na Barbadosu Ronaldovi a Monice Fenty. Její matka Monica pochází z Guyany a její otec je barbadoského a irského původu. Má 2 mladší bratry, Chodila na základní školu „Charles F. Broome Memorial School“ a poté na „Combermere School“, kde se dvěma spolužačkami založila hudební trio. V roce 2006 vyhrála „Miss Combermere Beauty Pageant“ a vystoupila na „Colours of Combermere School Show“ s písní „Hero“ od Mariah Carey. Když jí bylo 15, nastal pro ni zásadní zlom v kariéře. Jeden z jejich přátel ji totiž představil producentovi Evanu Rogersovi, který byl na Barbadosu na dovolené s manželkou. Evan Rogers a jeho kolega Carl Sturken jí pomohli nahrát v USA vlastní písně a rozeslali je do několika nahrávacích společností. Jednu z nahrávek dostal do ruky i Jay-Z, který s ní podepsal smlouvu u jeho nahrávací společnosti Def Jam Recordings. V jednom interview uvedla, že její kamarádka a zároveň zpěvačka, která kdysi také nahrávala pod značkou Def Jam, Fefe Dobson byla osobou, kterou obdivovala.
Jakmile podepsala smlouvu s Def Jam, začalo nahrávání jejího prvního alba Music Of The Sun, které bylo vydáno v srpnu 2005. V té době chodila na střední školu, do toho natáčela videoklipy a začala připravovat nové album A Girl Like Me.

### Incident s Chrisem Brownem
V únoru, v předvečer předávání Cen Grammy pro rok 2009 náhle zrušila své vystoupení na těchto prestižních cenách. Důvodem bylo napadení jejím přítelem Chrisem Brownem, který byl pak odsouzen k hodinám prospěšných prací. Její comeback začal vystoupením na cenách American Music Awards v roce 2009, kde vystoupila s písněmi z nového alba Rated R. Toto album bylo poznamenáno jejím zážitkem z předvečera předávání cen Grammy. Na jaře 2010 absolvovala turné Last Girl On Earth.

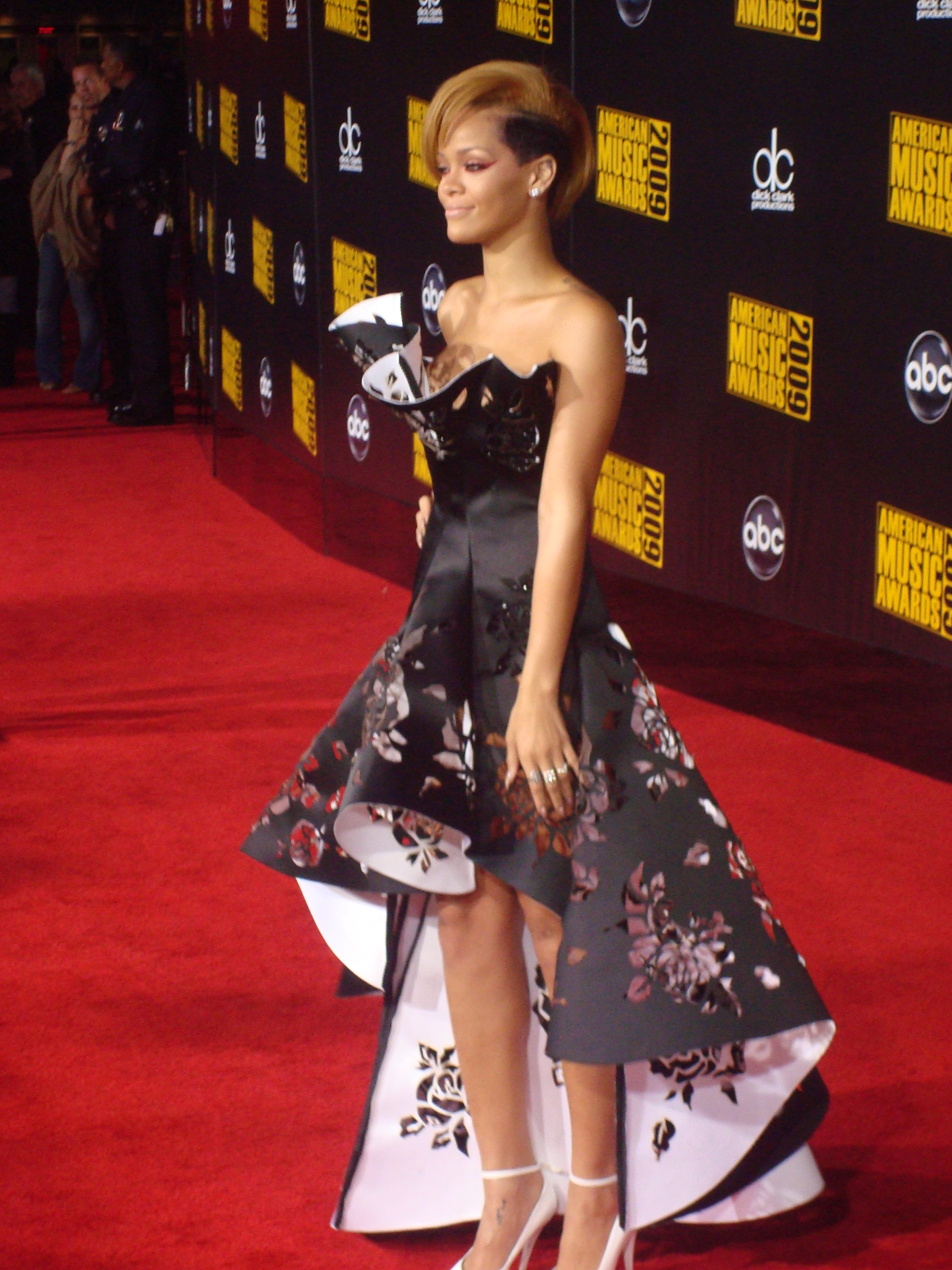
Rihanna na cenách American Music Awards v roce 2009

### Ostatní
V roce 2010 vydala svůj parfém s názvem Rebelle Fleur, stala se také tváří značky Nivea, Armani a společnosti Vita Coco. Roku 2012 vydala nový parfém, Rebelle, začala spolupracovat s módními guru, zejména ve společnosti River Island, kde vydává své vlastní oblečení. Roku 2013 začala Rihanna pracovat se společnosti MAC, kde vydala svou vlastní edici kosmetiky. Spolupracovala také s celosvětově uznávanými návrháři jako Monolo Blahnik či Dior. Pod záštitou Stance navrhla svou řadu a dlouhodobě pracuje i se společností Puma, kde navrhla již několik kolekcí bot i oblečení. Založila vlastní značku Fenty Beauty, která jako první představila make up v odstínech pro ženy všech typů pleti. Na jaře roku 2018 vydala také řadu spodního prádla nazvané SavageXFenty pro ženy všech velikostí. V roce 2019 byla Rihanna vybrána jako první celebrita skupinou LVMH, pod kterou bude vydávat svou značku Fenty. První kolekce Fenty bude v prodeji od 29. května 2019. V únoru 2021 ovšem značka Fenty pozastavila svou činnost na neurčito.

## Hudební kariéra

### Music of the Sun
Debutové album Music of the Sun, na které se také částečně autorsky podílela, vyšlo v roce 2005. Prvním singlem, který z něj vydala, byl Pon de Replay. Singl se usadil na druhém místě jak ve Spojených státech, tak ve Spojeném království. Druhým singlem byl If It's Lovin' That You Want, který byl méně úspěšný než singl předcházející. V americké hitparádě Billboard Hot 100 debutoval na 36. místě a v britské hitparádě Singles Chart na místě 11. Samotné album se v USA a Kanadě dostalo do top 10 nejprodávanějších alb a v Británii do top 40. V několika zemích se stalo platinovým a v Americe získalo zlatou desku. Aby desku mohla propagovat, vyjela na turné jako předskokanka Gwen Stefani. Alba se prodalo v Americe přes 500 000 kusů a celosvětově přes 2 miliony kusů. Další singly z alba již vydány nebyly, protože následující album A Girl Like Me vyšlo velmi brzy po Music Of The Sun. Avšak v Japonsku přece ještě vydala singl Let Me, který se zde umístil na osmé příčce.

### A Girl Like Me
V roce 2006 podepsala smlouvu na propagování značek Nike a J.C. Penney. V dubnu 2006 vydala své druhé album A Girl Like Me, což je méně než 8 měsíců po vydání jejího prvního alba. Album debutovalo v USA na pátém místě a ve Velké Británii na místě čtvrtém. Pilotní singl SOS byl použit při propagaci společnosti Nike. Stal se jejím prvním singlem, který se dostal na 1.příčku v žebříčku Billboard Hot 100, kde byl na 1.příčce 3 týdny, také debutoval na prvním místě v hitparádě Hot Digital Songs. V Austrálii taktéž debutoval na první příčce a ve Velké Británii na místě druhém. Druhý singl z alba, píseň Unfaithful debutovala na 2. příčce v žebříčku Billboard Hot 100 (napsal R&B zpěvák Ne-Yo). V písni zpívá o svém pocitu viny, kterému čelí, protože podváděla svého přítele. Stala se její třetí písní, která se umístila v top10 jak v USA, tak ve Velké Británii. Třetí singl We Ride nebyl tak úspěšný jako jeho předchůdci. Nedostal se do hitparády U. S. Billboard Hot 100, ale ve Velké Británii se dostal na 17. místo a v hitparádě Hot Dance Club Play se umístil hned na prvním místě. Její čtvrtý singl, Break It Off, který nazpívala se Seanem Paulem, se již dostal na 45. místo v americkém žebříčku jen na základě hranosti v áriích.
Celkově měla v různých „Billboard“ žebříčcích jedenáct hitů, které se umístily na prvním místě a měla veliký úspěch především s Pon De Replay, SOS, Unfaithful a We Ride. Když podepsala smlouvu s firmou Clinique, nahrála píseň, kterou opět napsal Ne-Yo, nesla název Just Be Happy. Rihanna nahrála píseň nazvanou Winning Women s členkou kapely Pussycat Dolls Nicole Scherzinger na propagaci parfému Secret.
Svůj herecký debut si odbyla malou rolí ve filmu Bring It On: All or Nothing, který vyšel 8. srpna 2006 a také se objevila v jednom díle americké telenovely All My Children a v seriálu Las Vegas.

### Good Girl Gone Bad
Na začátku roku 2007 se vydala do nahrávacího studia s Ne-Yem, Timbalandem a dalšími, aby natočila své další, v pořadí třetí album Good Girl Gone Bad. Album vyšlo 5. června 2007. Na albu se objevují i Jay-Z a Ne-Yo.
První singl Umbrella, ve kterém rapuje Jay-Z, vyšel 29. března 2007 a dostal se v mnoha zemích na 1. místo a byl 7 týdnů na 1. příčce v žebříčku Billboard Hot 100. Ve Velké Británii byl na prvním místě deset týdnů za sebou. To se naposledy povedlo kapele Wet Wet Wet s jejich písní Love Is All Around v roce 1994. Ženě se to povedlo naposledy v roce 1992 a tou ženou byla Whitney Houston s písní I Will Always Love You.
Producenty této písně jsou Christopher „Tricky“ Stewart a Terius „The Dream“ Nash. Její druhý singl „Shut Up and Drive“ byl uveden 5. června a umístil se na 15. příčku v žebříčku Billboard Hot 100. Její třetí singl „Don't Stop the Music“ měl premiéru 20. července 2007 a umístil se na 3. příčce v žebříčku Billboard Hot 100.
Na třech písních na albu spolupracovala s Timbalandem. Justin Timberlake zčásti napsal píseň Rehab a také na ní nazpíval vokály. Název alba „Good Girl Gone Bad“ (Z hodné holky zlou) značí rozdíl mezi „starou a novou“ Rihannou. Ona sama se k tomu vyjádřila: „Zlá znamená cool, zlá znamená funky, zlá znamená mít postoj, zlá znamená být drzá. Toto album je určitě skvělou reprezentací toho, čím nyní jsem a kde právě ve své kariéře jsem“. Sedm týdnů po vydání dostalo toto album zlatou desku a desku platinovou od organizace United World Albums Chart.
Rihanna absolvovala turné se zpěváky Chrisem Brownem a Bow Wowem. 7. července vystoupila v Tokiu v rámci megakoncertu Live Earth.
12. září 2007 odstartovala své turné nazvané podle stejnojmenného alba Good Girl Gone Bad Tour.
V roce 2008 vydala reedici tohoto alba, ze které vydala dva singly. Singly Disturbia a Take a Bow. Oba singly se staly č.1 v USA a mnohých zemích. Singl „Disturbia“ byl navíc vyhlášen songem roku.

### Rated R
Album bylo vydáno roku 2009. Jako první byl představen singl „Russian Roulette“. Poté singly: „Hard“ 8. příčka v Billboard Hot 100, „Rude Boy“ ten byl 5 týdnů na 1.příčce v žebříčku Billboard Hot 100 a byl z celého alba nejúspěšnější, „Rockstar 101“ a „Te Amo“. Jako promo singl byl zvolen song „Wait Your Turn“. Rihanna zde zpívá o nepovedeném vztahu.
K tomuto albu zvolila drsnější a novou extravagantní image, jako důsledek incidentu z předvečera Grammy 2009 s Chrisem Brownem, jejím tehdejším přítelem. Rihanna v rámci propagace uspořádala koncertní turné s názvem Last Girl On Earth Tour.

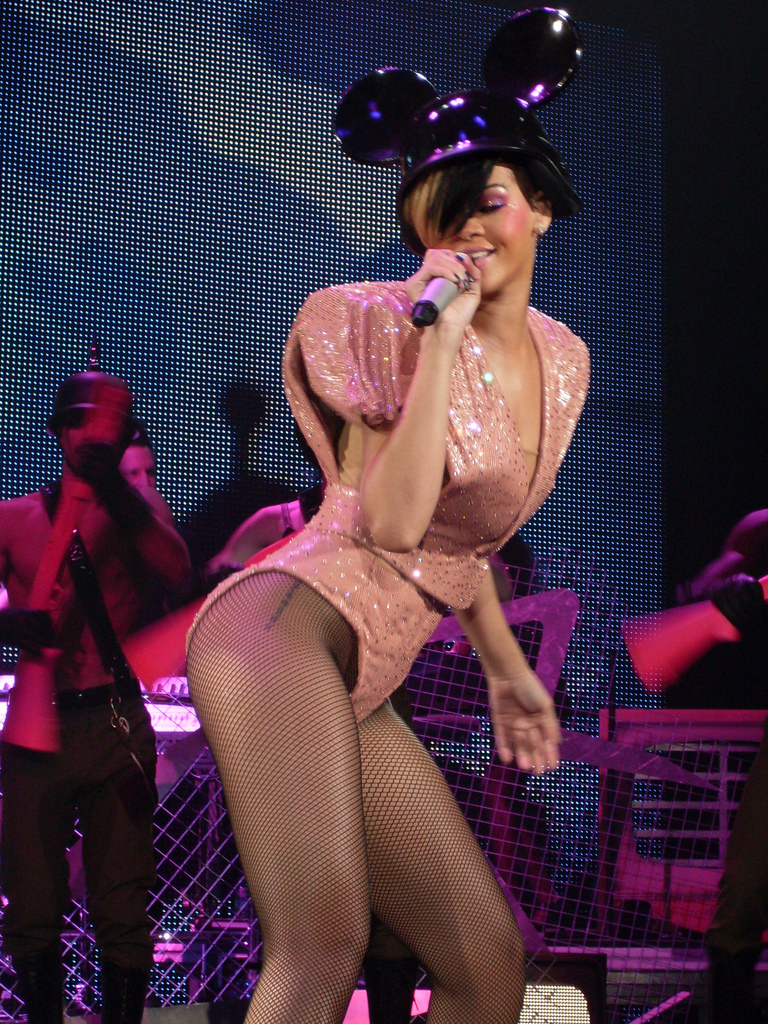
Rihanna vystupuje s „Hard“ na svém koncertě v rámci Last Girl On Earth Tour

### Loud
Páté studiové album vydala v roce 2010. Toto album popisuje jako barevnější a více taneční než její předchozí deska Rated R. Jako první byl vydán singl „Only Girl (In the World)“, a to v září 2010. S písní „Only Girl“ vyhrála v roce 2011 cenu Grammy za Nejlepší Dance nahrávku. Druhý singl „What´s My Name“ (ft. Drake) byl vydán v listopadu 2010. Třetí singl s názvem „S&M“ byl vydán v únoru 2011. Klip byl zprvu zakázán kvůli svému provokativnímu obsahu, ale i přes to byl opět č. 1 v mnoha zemích a stal se třetím č. 1 singlem v USA z alba Loud. Singl S&M se objevil také jako oficiální remix, se zpěvačkou Britney Spears, což mu výrazně pomohlo v hudebních příčkách. Objevily se i informace, že by Rihanna s Britney Spears měli natočit videoklip k tomuto remixu. Rihanna později vše popřela. V roce 2011 právě s tímto remixem a s Britney po boku, zahajovaly udílení cen Billboard Music Awards. Vystoupení bylo velmi kritizováno za jeho sexuální podtext. Čtvrtý singl pomohli Rihanně vybrat fanoušci a jedná se o baladu „California King Bed“ (květen 2011), která se stala hitem hlavně v Evropě. Pátým singlem (červen 2011) se stala reggae skladba „Man Down“ a šestým singlem z alba Loud se stala píseň „Cheers (Drink to That)“. Celkem se alba v USA prodalo okolo 1,5 milionu kusů a celosvětově více než 4 miliony kusů.
V rámci propagace alba putovala po celém světě se svým LOUD Tour. Se svým tour navštívila v prosinci i Českou republiku. Tour začalo 4. 6. 2011, v Londýně měla 10 koncertů ve vyprodaných O2 arénách (překonala svůj vlastní rekord z roku 2010).

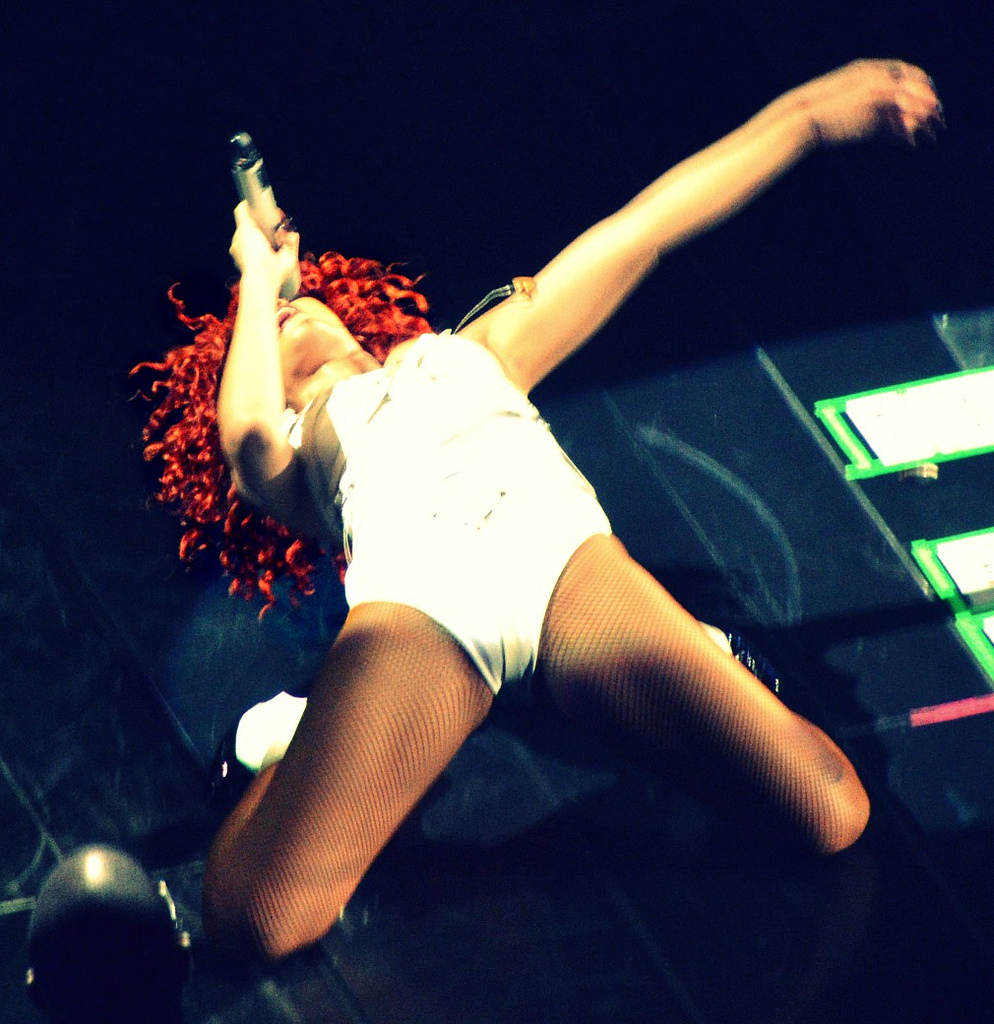
Fotka z LOUD Tour v americkém městě Baltimore.

### Talk That Talk
První singl a nejúspěšnější z alba, píseň „We Found Love“, byla zveřejněna 22. září 2011. Singl se během dvou dnů stal č. 1 na iTunes. V návaznosti na nahrávání alba odmítla možnost vydání re-edice alba Loud. Album bylo v USA vydáno 21. listopadu 2011, jmenuje se Talk That Talk. 14. listopadu vydala druhý singl s názvem „You Da One“, ten se vyšplhal na 14. příčku v USA. 30. dubna vydala třetí a poslední singl „Where Have You Been“ ten byl čtyři týdny na 1. příčce v žebříčku Billboard Hot 100. První týden prodeje se v USA prodalo 198 000 kusů alba. Talk That Talk tím debutoval na 3. příčce žebříčku Billboard 200. Celkem se v USA prodalo na 1 000 000 kusů.

### Unapologetic

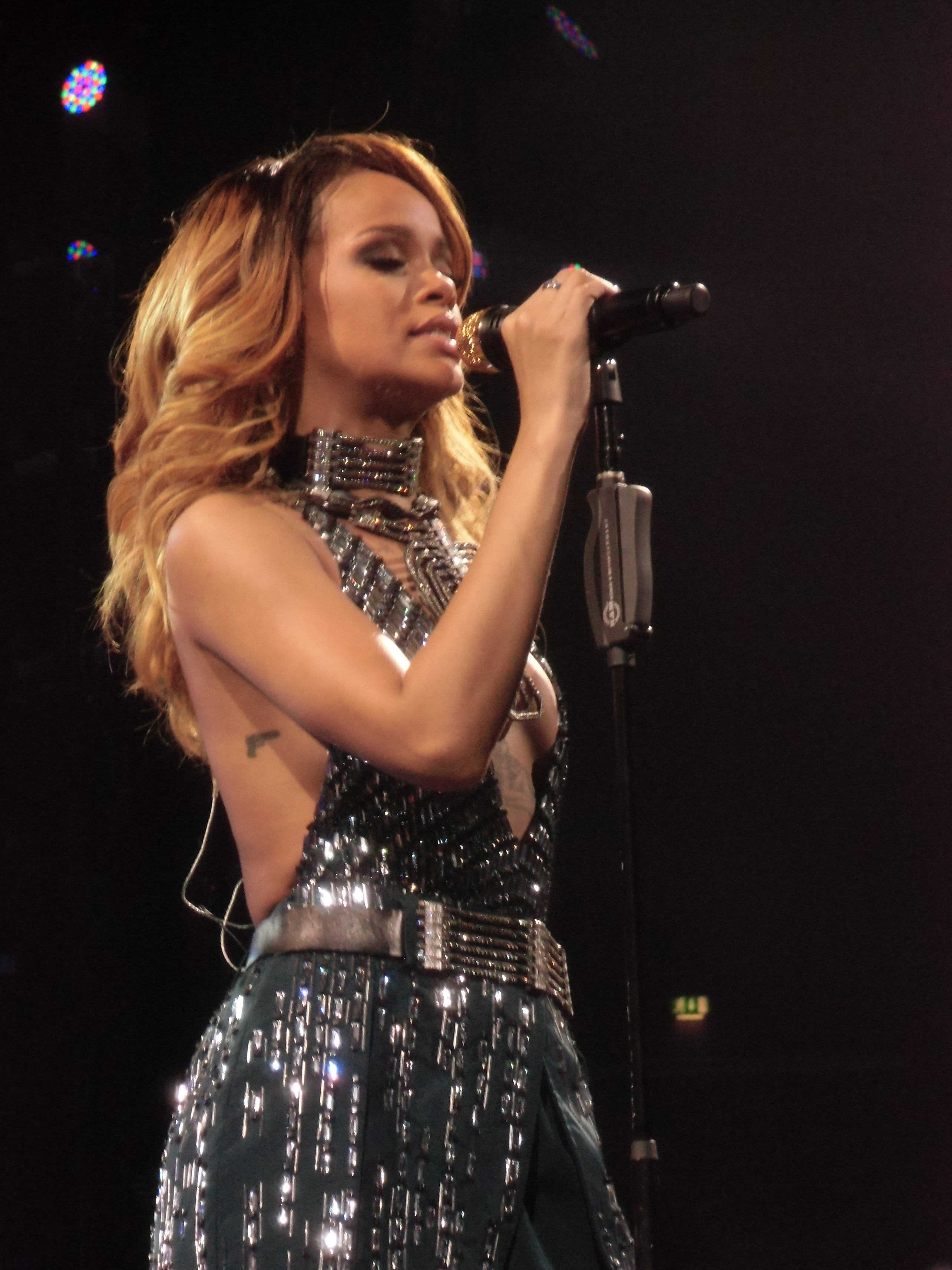
Rihanna na svém turné Diamonds World Tour, 2013

Roku 2012 nahrávala své sedmé album, jehož název měl původně být Seven, ale posléze se změnil na Unapologetic. Vydání alba bylo 19. listopadu 2012 a stalo se Rihannino první album na příčce US Billboard 200 a nejúspěšnějším albem její kariéry s prodejem v prvním týdnu, překonávající 238 000. 27. září byl vydán první singl s názvem „Diamonds“, ten byl 3 týdny na 1. příčce v žebříčku Billboard Hot 100 a byl tak nejúspěšnější z celého alba. Dalšími úspěšnými singly byly písně „Stay“ (3. příčka v USA, později také 1.), „Pour It Up“ (19. příčka, poté 3.), „Right Now“ (Bez oficiálního videa, prodalo více než 1 000 000 kusů) a „What Now“ (25. příčka). Celkem se alba v USA prodalo 1 milion kusů a získalo certifikaci dvojnásobná platinová deska. Celosvětově se prodalo okolo 3 milionů kusů.
V roce 2013 vydal Eminem píseň s Rihannou, jménem „The Monster“ + v roce 2013 se konalo turné Diamonds World Tour s celkem 96 show, celkově turné vyneslo 140.1 milionů dolarů.
V roce 2014 vydala Shakira píseň s Rihannou, jménem „Can't Remember To Forget You“. Prozradil to Pitbull, který chtěl, aby Rihanna natočila vokály k písničce „Timber“. Rihanna to odmítla s tím, že natáčí momentálně duet se Shakirou. Duet se objevil v lednu.
Na 56. předávání hudebních cen Grammy, konaném v lednu 2014, získala jednu cenu, a to za nejlepší urban contemporary album (Unapologetic).

### Home OSTaAnti
V průběhu roku 2014 nahrávala konceptuální album, které slouží jako soundtrack k animovanému filmu Konečně doma (Home), ve kterém dabuje hlavní postavu jménem Tip. Film režíruje Tim Johnson a premiéra je stanovena na 27. března 2015. Na konci února 2015 vydala první singl k soundtracku, nese název „Towards the Sun“. Soundtrack byl vydán 23. března 2015; obsahuje osm písní. Rihanna přispěla třemi, a to singlem „Towards the Sun“ a písněmi „As Real As You And Me“ a „Dancing In the Dark“. Mimo ni se na albu podílely například zpěvačky Kiesza a Jennifer Lopez.
V květnu 2014 opustila společnost Def Jam Recordings a upsala se společnosti Roc Nation, která jí již od roku 2010 vedla management. V lednu 2015 vydala singl „FourFiveSeconds“ (ft. Kanye West a Paul McCartney) a současně oznámila práci na svém osmém studiového albu s pracovním názvem R8. Singl se umístil na 4. příčce US žebříčku a stal se platinovým. Druhý singl „Bitch Better Have My Money“ byl vydán na konci března 2015 a umístil se na 15. příčce. V říjnu zveřejnila název alba Anti a obal, který navrhl Roy Nachum. Také bylo oznámeno, že výkonným producentem alba bude Kanye West.
Album Anti bylo překvapivě vydáno 28. ledna 2016 bez předchozího ohlášení. Vydání alba předcházelo vydání singlu „Work“ (ft. Drake), jež byl vydán 27. ledna a vyšplhal se na 1. příčku US žebříčku. Na Příčce 1. strávil 9 týdnů. Žádný z předchozích singlů se na finální verzi alba neobjevil. Album bylo exkluzivně vydáno na streamovací hudební službě Tidal, kde bylo dáno zdarma ke stažení jak pro uživatele Tidalu, tak i pro všechny ostatní. Tidal ke streamování alba získal týdenní exkluzivní práva. Album tak sloužilo rovněž k propagaci Tidalu, jehož hlavním vlastníkem je Jay-Z, rovněž majitel nahrávací společnosti Roc Nation, kde Anti vyšlo. Částečným vlastníkem služby je i sama Rihanna. Vedle milionu zdarma stažených kusů se v USA prodalo dalších 300 000 kusů alba, které díky započítání streamingu získalo ocenění 2x platinová deska. V prosinci 2019 album překonalo 200. týden v řadě v žebříčku Billboard 200. Rihanna tak byla první afroamerickou zpěvačkou, která toho dosáhla.

## Turné
- 2006 – Rihanna Live in Concert Tour (36 vystoupení)
- 2007–09 – Good Girl Gone Bad Tour (80 vystoupení)
- 2010–11 – Last Girl On Earth Tour (67 vystoupení)
- 2011 – Loud Tour (98 vystoupení)
- 2013 – Diamonds World Tour (96 vystoupení)
- 2014 – The Monster Tour – společné s Eminemem (6 vystoupení)
- 2016 – Anti World Tour (71 vystoupení)

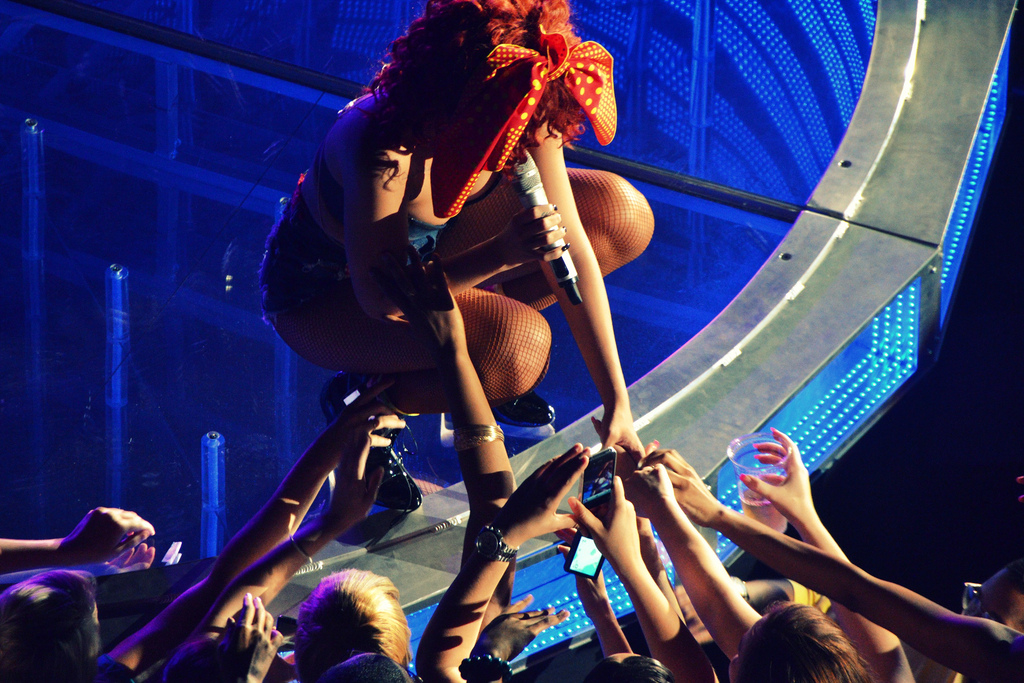
Loud Tour

## Diskografie

### Studiová alba
- 2005 – Music of the Sun
- 2006 – A Girl Like Me
- 2007 – Good Girl Gone Bad
- 2009 – Rated R
- 2010 – Loud
- 2011 – Talk That Talk
- 2012 – Unapologetic
- 2016 – Anti

## Filmografie
| Rok  | Název                          | Role                        | Poznámky |
| ---- | ------------------------------ | --------------------------- | -------- |
| 2006 | Bravo Girls: Všechno nebo nic  | Samu sebe                   |          |
| 2012 | Bitevní loď                    | Cora Raikes                 |          |
| 2012 | Katy Perry: Part of Me         | Samu sebe                   |          |
| 2012 | Coldplay Live 2012             | Samu sebe                   |          |
| 2013 | Apokalypsa v Hollywoodu        | Samu sebe                   |          |
| 2014 | Annie                          | Moon Goddess                |          |
| 2015 | Konečně doma                   | Gratuity „Tip“ Tucci (hlas) |          |
| 2017 | Valerian a město tisíce planet | Bubble                      |          |
| 2017 | Batesův motel                  | Marion Crane                | 2 díly   |
| 2018 | Debbie a její parťačky         | Nine Ball                   |          |
| 2019 | Guava Island                   | Kofi Novia                  |          |

## Ceny a nominace

### Nejznámější hudební ocenění
- 2006: THE 20th JAPAN GOLD DISC AWARD 2006 – Nováček roku
- 2006: MTV Video Music Awards – Nováček (nominace) – za klip SOS
- 2006: MTV Video Music Awards – Cena diváků (nominace) – za klip SOS
- 2006: MTV Video Music Awards Japan – Nováček – za klip Pon De Replay
- 2006: Teen Choice Awards – Nejlepší nováček – ženy
- 2006: Teen Choice Awards – Nejlepší R&B umělec
- 2006: MOBO Awards – Nejlepší R&B umělec
- 2006: MOBO Awards – Nejlepší mezinárodní umělec
- 2006: BMI Urban Awards – Pon de Replay
- 2006: MTV Europe Music Awards – Nejlepší R&B umělec
- 2006: MTV Europe Music Awards – Píseň roku – SOS (nominated)
- 2006: Billboard Music Awards – Umělkyně roku
- 2006: Billboard Music Awards – Pop 100 umělec roku
- 2006: Billboard Music Awards – Hot 100 umělec roku
- 2006: Billboard Music Awards – Hot Dance Airplay píseň roku za píseň „SOS“
- 2006: Barbados Music Awards – Nejlepší album reggae/dancehall – Music Of The Sun
- 2006: Barbados Music Awards – Nejlepší taneční singl – Pon De Replay
- 2006: Barbados Music Awards – Píseň roku – Pon De Replay
- 2006: Barbados Music Awards – Album roku – Music Of The Sun
- 2006: Barbados Music Awards – Nejlepší nováček
- 2006: Barbados Music Awards – Zpěvačka roku
- 2006: Barbados Music Awards – Nejlépe prodávané album roku
- 2006: Barbados Music Awards – Umělec roku
- 2007: Barbados Music Awards – Umělec roku
- 2007: Barbados Music Awards – Umělkyně roku
- 2007: Barbados Music Awards – Cena za prodejnost
- 2007: Barbados Music Awards – Album roku
- 2007: Barbados Music Awards – Nejlepší soulový/R&B singl – Unfaithful
- 2007: Barbados Music Awards – píseň roku – Unfaithful
- 2007: NRJ Music Awards – Nejlepší mezinárodní píseň – Unfaithful
- 2010: Nrj Music Awards – Nejlepší mezinárodní zpěvačka
- 2010: American Music Awards – Nejlepší RnB zpěvačka
- 2010: Grammy Awards – Nejlepší spolupráce (Run This Town)
- 2010: NRJ Music Awards – Nejlepší mezinárodní zpěvačka
- 2010: People's Choice Awards – Favorite Pop Artist
- 2010: American Music Awards – Favorite Female Artist — Soul/R&B
- 2011: BMI Urban Awards – Rude Boy
- 2011: IFPI Platinum Europe Awards – LOUD
- 2011: Grammy Awards – Best Dance Recording (Only Girl)
- 2011: BRIT Awards – Nejlepší mezinárodní zpěvačka
- 2011: Billboard music awards 2011 – Top Radio Artist
- 2011: Billboard music awards 2011 – Best Female Artist
- 2011: MOBO Awards – Nejlepší mezinárodní umělec
- 2011: Bet Awards – Best Female R&B artist
- 2011: MTV Video Music Aid Japan awards – Best R&B video
- 2011: MTV Video Music Aid Japan awards – Best Collaboration Video
- 2012: Grammy Awards – Nejlepší spolupráce (All Of The Lights)
- 2012: BRIT Awards – Nejlepší mezinárodní zpěvačka
- 2012: Billboard Awards – Nejvíce přehrávaný umělec
- 2012: Teen Choice – Nejúspěšnější nová herečka (Battleship)
- 2012: MTV Video Music Awards – Video roku (We Found Love)
- 2013: Grammy Awards – Nejlepší hudební příběhové video (We Found Love)
- 2013: American Music Awards – Cena ikony
- 2013: American Music Awards – Nejoblíbenější R&B/Soul umělkyně
- 2013: Billboard Awards – Nejlepší R&B/Soul umělec
- 2013: Billboard Awards – Nejlepší umělec s písni na rádiu
- 2013: Billboard Awards – Nejlepší R&B/Soul album (Unapologetic)
- 2013: Billboard Awards – Nejlepší R&B/Soul píseň (Diamonds)

Celkem Rihanna vyhrála přes 250 cen a dostala přes 553 nominací.

### Jiná ocenění
- 2009: Glamour Award: Žena roku
- 2011: Nejvíce sexy žena světa (podle magazínu Esquire)[28][29]
- 2011: Nominace na nejlepší dámský parfém[zdroj⁠?!]
- 2014: Největší módní ikona
- 2016: Nejlepší boty roku (Rihanny kolekce bot Puma Creepers)

## Nadace

### The Believe Foundation
Rihanna má svou vlastní nadaci, která se zaměřuje na pomoc lidem, kteří potřebují transplantaci kostní dřeně. Za tuto práci dostala Rihanna také ocenění.

### Clara Lionel Foundation
Nezisková organizace založená v roce 2012 Rihannou. Mimo jiných programů se soustřeďuje na vylepšování vzdělávání, životní úrovně a zdraví v chudých zemích.
Diamond Ball
Inaugurační Diamond Ball se konal v prosinci 2014 na Vinici v Beverly Hills v Kalifornii a zahrnovala představení Rihanny a hostující řeč od Brad Pitta. V prosinci 2015 uspořádala Rihanna svůj druhý ročník Diamond Ball na Barker Hangar v letovisku Santa Monica. Ples byl hostován Kevinem Hartem a zahrnoval představení Lionel Richie. Diamond Ball získal 3 milionů dolarů, aby pomohl těm, kteří jsou v nouzi, prostřednictvím zdraví, vzdělání, umění a kultury.
Třetí Diamond Ball se konal 14. září 2017 v New York City na Cipriani Wall Street. V tiskové zprávě Rihanna uvedla: „New York vždy nabízí dokonalou kulisu pro úžasnou událost, a proto jsem nadšená, že se koná další Diamond Ball Je to skvělý způsob, jak oslavit úspěchy Nadace Clara Lionel, a přinést povědomí o naší misi na celém světě.“ Na plese se objevil Kendrick Lamar, Dave Chappelle a přes video link, Barack Obama. Ve svém projevu Obama poděkoval Rihanně za její filantropickou práci, která zahrnovala samotný Diamond Ball – aukci včetně personalizovaných předmětů od Rihanny, JAY-Z a dalších.

## Kampaně
- 2011: Nivea
- 2011: Vita Coco
- 2011–2012: Armani
- 2012: Rebelle Fleur
- 2013: Rebelle
- 2013: MAC
- 2013: River Island
- 2013: Rogue
- 2014: MAC
- 2015: Samsung
- 2016: Puma